# چن شیائولی
چن شیائولی (انگلیسی: Chen Xiaoli؛ زادهٔ ۲۰ فوریهٔ ۱۹۸۲) بازیکن زن بسکتبال اهل چین بود. وی در بازی‌های المپیک تابستانی ۲۰۰۸ و ۲۰۱۲ شرکت کرده‌است.